# Калінова (Здунськовольський повіт)
Калінова (пол. Kalinowa) — село в Польщі, у гміні Заполиці Здунськовольського повіту Лодзинського воєводства.
Населення — 246 осіб (2011).
У 1975-1998 роках село належало до Серадзького воєводства.

## Демографія
Демографічна структура станом на 31 березня 2011 року:
|          | Загалом | Допрацездатний вік | Працездатний вік | Постпрацездатний вік |
| -------- | ------- | ------------------ | ---------------- | -------------------- |
| Чоловіки | 123     | 16                 | 95               | 12                   |
| Жінки    | 123     | 16                 | 84               | 23                   |
| Разом    | 246     | 32                 | 179              | 35                   |